# Березно (Тверская область)
Березно — деревня в Удомельском городском округе Тверской области.

## География
Деревня находится в северной части Тверской области на расстоянии приблизительно 20 км на северо-восток по прямой от железнодорожного вокзала города Удомля на южном берегу озера Кезадра.

## История
Деревня известна с 1551 года. В 1859 году принадлежала помещику Лодыгину. Здесь было учтено дворов (хозяйств) 7 (1859 год), 19 (1886), 28 (1911), 27 (1961), 3 (1986), 3 (2000). В советский период истории здесь действовали колхозы «Красное Коптево», «Красная Заря», им. Ленина, «Смена», «Луч» и совхоз «Куровский». До 2015 года входила в состав Куровского сельского поселения до упразднения последнего. С 2015 года в составе Удомельского городского округа.

## Население
Численность населения: 69 человек (1859 год), 102 (1886), 147 (1911), 69(1961), 3 (1986), 1 (русские 100 %) в 2002 году, 1 в 2010.